# Kim Čong-hwan
Kim Čong-hwan (korejsky 김정환, anglický přepis: Kim Jung-hwan; * 2. září 1983 Soul, Jižní Korea) je jihokorejský sportovní šermíř, který se specializuje na šerm šavlí. Jižní Koreu reprezentuje od roku 2007. Na olympijských hrách startoval v roce 2012 a 2016 v soutěži jednotlivců a družstev. V soutěži jednotlivců získal na olympijských hrách 2016 bronzovou olympijskou medaili. S jihokorejským družstvem šavlistů vybojoval zlatou olympijskou medaili v roce 2012 a v roce 2014 vybojoval s družstvem druhé místo na mistrovství světa.